# Haris Silajdžić

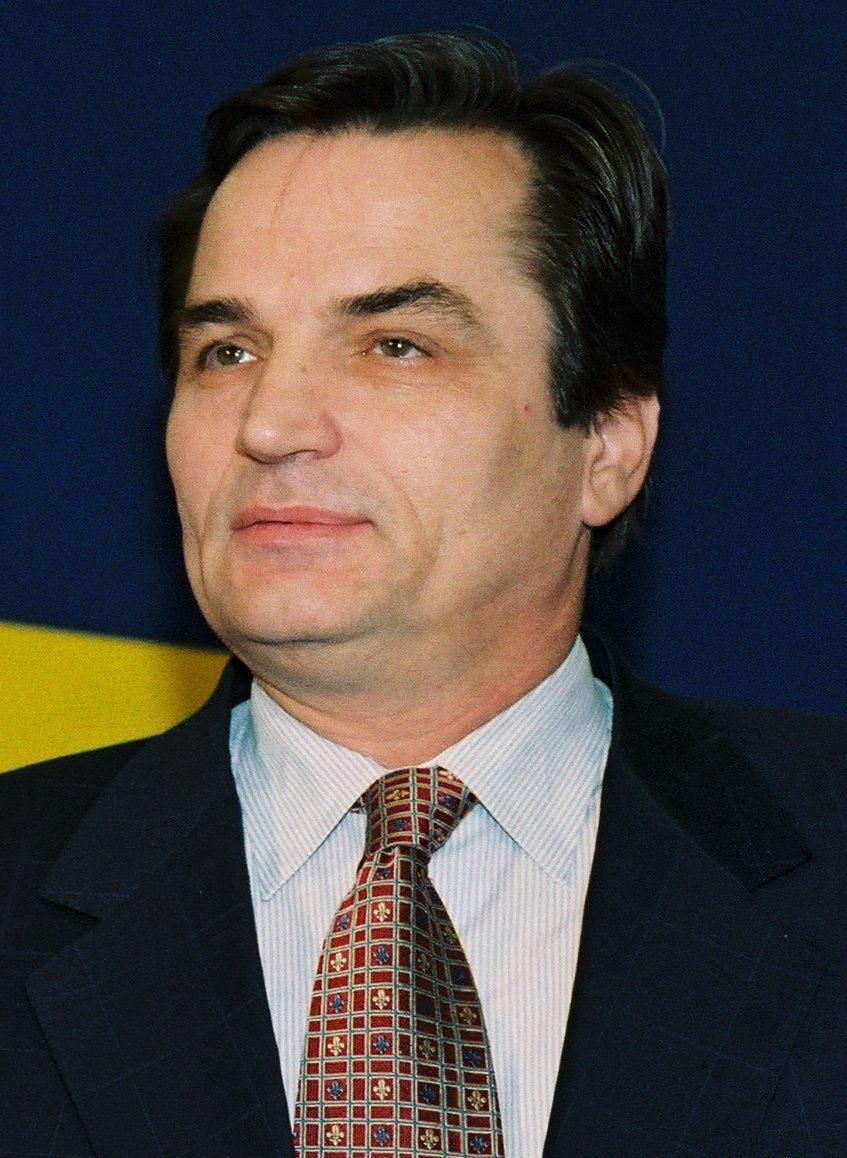
Haris Silajdžić (1995)

Haris Silajdžić (* 1. Oktober 1945 in Breza, SFR Jugoslawien) ist ein bosnisch-herzegowinischer Politiker, ehemaliges Mitglied des Staatspräsidiums von Bosnien und Herzegowina und dessen ehemaliger Ministerpräsident.
Silajdžić studierte an der Universität Priština Geschichte und Politikwissenschaft, sowie an der Garyounis-Universität in Bengasi (Libyen) die Fächer Arabisch und Islamwissenschaft. Nach seiner Promotion 1980 mit einer Dissertation über die albanisch-amerikanischen Beziehungen vor dem Zweiten Weltkrieg war er Lehrbeauftragter für Arabisch an der Universität Priština, dann Professor für Geschichte an der Universität Sarajevo und Gastdozent an mehreren US-amerikanischen Hochschulen.
1990 wurde er von Alija Izetbegović in das Wahlteam der Partei der Demokratischen Aktion (SDA) berufen und wurde stellvertretender Vorsitzender der Partei.
Als Außenminister wurde er nach den ersten Mehrparteienwahlen in Bosnien und Herzegowina im November und Dezember 1990 gewählt, aus denen die SDA als Sieger hervorging. Im Oktober 1993 wurde er zum Ministerpräsidenten ernannt und übergab nach der entsprechend dem Dayton-Abkommen erforderlichen Regierungsneubildung 1996 das Amt an Hasan Muratović.
Nach innerparteilichen Auseinandersetzungen in der SDA trat Silajdžić im April 1996 aus der Partei aus und gründete die Partei für Bosnien-Herzegowina (SBiH), deren Vorsitz er auch übernahm. Im gleichen Jahr bewarb er sich erfolglos um einen Sitz im Staatspräsidium, wurde aber von diesem Gremium zusammen mit dem Serben Boro Bosić, der im Mai 1999 von seinem Landsmann Svetozar Mihajlović abgelöst wurde, zum Vorsitzenden des gemeinsamen Ministerrats ernannt.
Bei den Wahlen im Oktober 2006 wurde Haris Silajdžić mit 62,8 % der bosniakischen Stimmen zum bosniakischen Vertreter im dreiköpfigen Staatspräsidium gewählt. Bei den Wahlen im Oktober 2010 belegte er mit 25 % den dritten Platz. Sein Nachfolger im Staatspräsidium wurde Bakir Izetbegović.
Haris Silajdžić ist verheiratet und hat einen Sohn, der in Istanbul wohnt und studiert.